# Liste der Städte- und Gemeindepartnerschaften zwischen Portugal und den USA
Diese Liste der Städte- und Gemeindepartnerschaften zwischen Portugal und den USA führt die Städte- und Gemeindefreundschaften zwischen Portugal und den Vereinigten Staaten auf.
Bisher bestehen 49 Partnerschaften dieser Art oder werden angestrebt (Stand 2012). Die erste portugiesisch-US-amerikanische Städtefreundschaft gingen 1970 Ponta Delgada, Hauptstadt der portugiesischen Azoreninseln, und der kalifornische Ort San Leandro ein. Die lange portugiesisch-US-amerikanische Geschichte ist allgemein häufig Bezugspunkt für die Städtepartnerschaften. Insbesondere die portugiesischen Städtefreundschaften an der Ostküste, in Kalifornien und auf Hawaii haben ihren Ursprung in der historischen Zuwanderung portugiesischer Seeleute überwiegend von den Azoren und Madeira in die USA und die sich daraus entwickelten heutigen portugiesischen Gemeinden dort.

## Liste der Städtepartnerschaften und -freundschaften
| Portugiesischer Ort    | US-amerikanischer Ort | Seit      | Anmerkung            |
| ---------------------- | --------------------- | --------- | -------------------- |
| Alcobaça               | Chicopee              | 1994      |                      |
| Angra do Heroísmo      | Gilroy                | 2005      |                      |
| Angra do Heroísmo      | Gustine               | 2002      |                      |
| Angra do Heroísmo      | Taunton               | 1986      |                      |
| Angra do Heroísmo      | Tulare                | 1966      |                      |
| Caldas da Rainha       | Perth Amboy           |           | in Anbahnung         |
| Cascais                | Sausalito             | 2012      |                      |
| Coimbra                | Cambridge             | 1983      |                      |
| Coimbra                | Santa Clara           | 1971      |                      |
| Corvo                  | Turlock               | 1991      |                      |
| Faro                   | Hayward               | 1978      |                      |
| Funchal                | Honolulu              | 1979      |                      |
| Funchal                | Maui                  | 1985      |                      |
| Gouveia                | Danbury               | 1993      |                      |
| Guarda                 | Waterbury             | 1984      |                      |
| Horta                  | Fremont               | 1993      |                      |
| Horta                  | New Bedford           | 1993      |                      |
| Ílhavo                 | Newark                | 2000      | Kooperationsabkommen |
| Ílhavo                 | New Bedford           | 2005      |                      |
| Lagoa                  | Attleboro             |           | in Anbahnung         |
| Lagoa                  | Bristol               | ungenannt |                      |
| Lagoa                  | Dartmouth             | 2003      |                      |
| Lagoa                  | New Bedford           | 2007      |                      |
| Lagoa                  | Rehoboth              | 2005      |                      |
| Lagoa                  | Taunton               | 2008      |                      |
| Lajes das Flores       | Stoughton             | 1989      |                      |
| Lissabon               | Miami                 | 1987      | Kooperationsabkommen |
| Mangualde              | Hartford              | 1989      |                      |
| Matosinhos             | Newark                | 1980      |                      |
| Murtosa                | Newark                | 2001      |                      |
| Murtosa                | Nagatuk               | 1993      |                      |
| Nordeste               | Somerville            | 2010      |                      |
| Oeiras                 | San José              | 1997      | Kooperationsabkommen |
| Ovar                   | Elisabeth             | 1991      |                      |
| Penalva do Castelo     | Cumberland            | 1995      |                      |
| Ponta Delgada          | San Leandro           | 1970      |                      |
| Ponta Delgada          | Fall River            | 1978      |                      |
| Ponta Delgada          | Newport               | 2003      |                      |
| Povoação               | Dartmouth             | 1993      |                      |
| Povoação               | Fall River            | 1993      |                      |
| Praia da Vitória       | Artesia               | 1993      |                      |
| Ribeira Grande         | East Providence       | 1993      |                      |
| Ribeira Grande         | Fall River            | ungenannt |                      |
| Ribeira Grande         | Somerville            | ungenannt |                      |
| Santa Cruz da Graciosa | Peabody               | 1994      |                      |
| Sintra                 | Honolulu              | 1998      |                      |
| Vila do Bispo          | Cape Canaveral        | 2004      |                      |
| Vila do Porto          | Hudson                | 1993      |                      |
| Vila Franca do Campo   | Fall River            | 1984      |                      |